# 弗洛爾于弗努塔內峰
72°1′S 3°32′W / 72.017°S 3.533°W
弗洛爾于弗努塔內峰，是南極洲的山峰，位於毛德皇后地的瑪塔公主海岸，處於弗洛爾於文海崖以西2公里，屬於阿爾曼嶺的一部分，根據挪威探險隊的測量和拍攝的空中照片繪入地圖，現時由南極條約體系管理。